# Шарль Сікар
Шарль Сікар (фр. Charles Sicard, рос. Сикар Карл Яковлевич; 1773—1830) — французький та росiйский підприємець, дипломат, історик-аматор.

## Життєпис
Народився 1773 року в Марселю, де почав торгівельну діяльність разом з братами Людовиком і Жаном-Батистом. Був близьким приятелем та співробітником герцога А. Е. Рішельє. 1804 року перебрався до Одеси, де відкрив комерційну фірму. Головна контора розташовувалася в Парижі, представництва — в Одесі та Стамбулі. Втім спроба отримати преференції для братів від Рішельє виявилася марною. 1807 року став російським підданим. Згодом став купцем 1-ї гільдії. Займався також кредитними операціями
Заробив чималі статки під час війни 1812 року, постачаючи російській армії харчі. У 1813 році його річний обік з торгівлі та кредитам склав 10 млн рублів. 1814 року отримав почесне звання комерції радника. Того ж року оженився на Лаурі де Тіш.
З 1815 року все більше входить до банківської справи. Водночас звів один з перших готелів в Одесі (на Італійському бульварі, 13) «Hotel du Nord» (нині — Музей «Іноземні письменники в Одесі»), де 1823 року мешкав російський письменник О. Пушкін, з яким Сікар познайомвися під час земельних операцій в Бессарабії.
1816 року заснував «Чорноморську компанію» в центром в Парижі (відділеннями в Марселі, Стамбулі та Одессі), яка займалася кредитування та закупівленю харчів. так, 1820 року почалася купівля пшениці в Бахмутському повіті для подальшого експорту через Таганрозький порт.
У 1817—1829 роках обіймав посаду генерального консула в Ліворно (Велике герцогство Тосканське). За свою службу на цій посаді 1818 року отримав орден Св. Володимира 4-го ступеню, а 1826 року — Св. Анни 2-го ступеню. Загинув у лютому 1830 року під час бурі в Середземному морі.

## Родина
Дружина — Лаура ван Тіс (нід. Laura van Thyes)
Діти:
- Карл (1815—?), гласний Одеської думи
- Кароліна-Єлизавета-Катерина-Марія Лаура (1818—1905), дружина Йосипа Лисаковського[1]
- Людовик (1819—після 1850), бендерський повітовий депутат за продажем напоїв
- Карл-Христофор (1820—?)
- Сузанна-Лаура (1822—?), дружина виноторгівця Жана-Батиста Сорона
- Лаура-Софія-Єлизавета (1824—1911), дружина Карла Філіберта Сікара, купця 2-ї гільдії[2]
- Каролина-Єлизавета (1826—?)
- Михайло (1830—?)

## Творчість
Автор «Листів про Одесу», що були опубліковані французькою («Lettres sur Odessa» — СПб., 1812) та російською мовами. Був автором «Листів про Крим та Азовське море» та рукопису про діяльність Рішельє в Одесі («Notices sur le duc Richelieu»), уривки з якого були вміщені «Истории города Одессы» А. Скальковського. «Листи про Одесу» були написані у 1811.
- Перший лист містив короткий нарис історії краю від часу його завоювання Російською імперією. У ньому також розглядалися спроби влаштування морської торгівлі через Херсон в кінці XVIII ст. й висвітлювався розвиток Одеси від 1895 до 1808.
- У другому листі було подано детальний огляд міжнародної торгівлі одеського порту: експорту, імпорту та транзиту із визначенням країн, що мали найтісніші економічні зв'язки з Одесою. Він також містив відомості про міжнародну торгівлю по найближчим до Одеси річкам — Дністру та Дунаю.
- Третій лист було присвячено «способам торговельних відносин Одеси». У ньому розглядалося морське судноплавство («зовнішнє» та каботажне), річкове та сухопутне перевезення, найближчі до Одеси ярмарки та ринки, робота одеської біржі та діяльність маклерів, грошовий обіг, банківські операції, вплив торговельного законодавства, функціонування комерційного суду, склад одеських торговців та інші аспекти зовнішньої торгівлі та фактори, що на неї впливали.
- Четвертий лист розкривав вплив товарообміну одеського порту на міські доходи, добробут городян та зростання міста загалом.
- Згодом К. Сікар склав «Додатки до листів про Одесу», до яких, зокрема, входили «Коротка виписка із зауважень на торгівлю Одеси 1811 року» та «Погляд на одеську торгівлю 1815 року». У «Додатках» виклад стану одеської торгівлі було доведено до 1816. Піддавав різкій критиці деякі протекціоністські митні заходи російського уряду, що негативно відбилися на торгівлі Одеси (зокрема, скасування пільг одеського транзиту).

Його можна вважати одним з перших захисників торговельних інтересів Одеси. Матеріал щодо стану одеської торгівлі початку ХІХ ст. зібраний К. Сікаром, широко використовувався дослідниками історії Одеси (А. Скальковським, С. Бернштейном та ін.).

## Праці
- Сикар К. Письма о Крыме, об Одессе и Азовском море. — М. 1810;
- Сикар Г. Письма об Одессе // Дух журналов. — 1818. — Ч. 3.